# 錫特基納克島

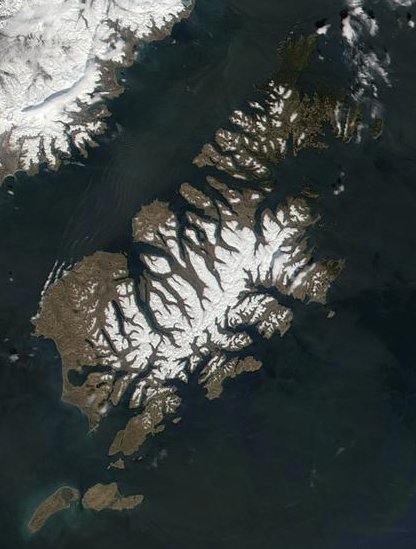
錫特基納克島

錫特基納克島是美國阿拉斯加州的島嶼，屬於科迪亞克群島的一部分，面積235.506平方公里，最高點海拔高度61米，島上無人居住。
56°32′53″N 154°09′33″W / 56.54806°N 154.15917°W